# Matthias Pröfrock
Matthias Christoph Pröfrock (ur. 14 maja 1977 w Düren, Nadrenia Północna-Westfalia) jest niemieckim prawnikiem i politykiem w CDU w Badenii-Wirtembergii.

## Edukacja
Matthias Pröfrock zdał egzamin maturalny w Albertus-Magnus-Gymnasium w Stuttgarcie w 1996 roku, a następnie odbył służbę wojskową. W Bundeswehrze awansował na majora rezerwy. W latach 1998–2003 studiował prawo w Tybindze i zdał pierwszy egzamin państwowy, a później także drugi egzamin państwowy w 2005 roku. Pröfrock uzyskał stopień doktora w 2007 roku na Wydziale Prawa w Tybindze. Temat rozprawy brzmiał „Energieversorgungssicherheit im Recht der Europäischen Union/Europäischen Gemeinschaften”. W kwietniu 2011 r. media wysunęły zarzuty dotyczące plagiatu w jego pracy doktorskiej. Dnia 6 lipca 2011 r. Pröfrock utracił stopień doktora.

## Działalność polityczna
Od 1991 był członkiem Junge Union (JU), w latach 2002–2004 był w jej zarządzie. Od roku 1995 jest członkiem CDU. W latach 2011–2016 był posłem w Landtagu Badenii-Wirtembergii. Od czasu powołania komisji śledczej ds. NSU w dniu 5 listopada 2014 r. Pröfrock przewodniczy CDU w tej komisji.

## Pozbawienie stopnia doktora
Po tzw. aferze Guttenberga na VroniPlag sprawdzono kilka rozpraw doktorskich pod kątem plagiatu. Rozprawa doktorska Matthiasa Pröfrocka została również przejrzana. Według VroniPlag Pröfrock splagiatował ponad 50% stron tekstu. Fragmenty bez podania źródeł zostały skopiowane nawet z Wikipedii. Według VroniPlag jest to poważne naruszenie praw autorskich i zasad pracy naukowej. 6 lipca 2011 r. Uniwersytet w Tybindze ogłosił, że Pröfrock został pozbawiony stopnia doktora.